# 성광운수
성광운수(聖光運輸)는 경기도 부천시의 시내버스 운송업체이다. 본사 및 차고지는 경기도 부천시 벌말로 43 (대장동)에 있다.

## 연혁
2002년 1월 9일 마을버스 회사로 설립하였으며, 2010년 6월 부천버스로부터 95번 노선을 인수하며, 시내버스 사업에 진출하였으며, 2010년 9월 3일부터 전 노선이 시내버스로 전환되었다.

## 현황
2021년 1월 기준이다.
| 운행업체 | 보유 노선수 | 보유 노선수 | 보유 노선수 | 보유 노선수 | 보유 노선수 | 등록 대수 | 등록 대수 | 등록 대수 | 등록 대수 | 등록 대수 |
| -------- | ----------- | ----------- | ----------- | ----------- | ----------- | --------- | --------- | --------- | --------- | --------- |
| 운행업체 | 노선 합계   | 광역급행    | 직행좌석    | 일반좌석    | 시내일반    | 대수 합계 | 광역급행  | 직행좌석  | 일반좌석  | 시내일반  |
| 성광운수 | 5           | -           | -           | -           | 5           | 78        | -         | -         | -         | 78        |

## 운행 노선
- ● 19번: 대장동공영차고지 - 부천자동차검사 - 부천테크노파크 - 다니엘병원 - 부천시청역 - 경기국제통상고등학교 - 중동역 - 부천고등학교 - 부천역 - 소사역 - 역곡역 - 양지마을 - 옥길지구 (구.020-2번, 부천터미널 소풍/현대백화점 중동점 - 소사역으로 운행하다 2014년 6월 6일 부천테크노파크 3단지 - 소사역으로 변경, 2018년 3월 3일 대장동공영차고지까지 연장)
- ● 20번: 송내역 - 부천고등학교 - 부천역 - 서울신학대학교 - 소사어울마당 - 가톨릭대학교 부천캠퍼스 - 까치울역 - 까치울초등학교 - 신작동사거리 - 수주고등학교 - 고강공영차고지 (구.020번) (2018년 2월 5일 연장, 2019년 2월 21일 노선 변경)
- ● 27번: 상동역 - 법원.검찰청, 반달마을 - 송내역 (구.020-1번) (2018년 10월 24일 축소) (저상버스 운행)
- ● 95번: 대장동공영차고지 - 오정산업단지 - 오정휴먼시아 - 오정동 행정복지센터 - 원종사거리 - 부천종합운동장역 - 소사역 - 소사초등학교 (이 노선은 부천버스에서 이관받은 노선이다.)
- ● 98번: 오정동 행정복지센터 - 원종사거리 - 오정경찰서 - 까치울역 - 신정이펜하우스 - 신정네거리역 - 신정역 - 목동역 - 현대백화점 목동점/오목교역 (2014년 10월 13일 신설, 2017년 11월 18일 연장) (저상버스 운행)

- ● 99번: 부천옥길전기차충전소 - 부천남부생태공원 - 항동하버라인 - 역곡역 - (←소사구청←) - 항동제일풍경채포레스트 - 소사경찰서 - 옥길브리즈힐 (2022년 3월 2일 신설)

## 미운행 노선
- ● 98-1번: 대장공영차고지 - 부천축산물공판장입구 - 덕산고등학교 - 오정동경인OBS방송국 - 부천우편집중국 - 내촌고가입구 - 내촌사거리- 도당사거리 - 원종사거리 - 오정농협 - 까치울역 (2016년 10월 17일 노선 신설 및 98번 노선 분리, 2018년 4월 28일 폐선)

## 보유 차종
- 자일대우 BS090 뉴 로얄미디
- 자일대우 BS106 뉴 로얄시티
- 자일대우 BS110 뉴 로얄논스텝
- 현대 일렉시티